# 심상대 (1908년)
심상대(沈相大, 1908년 8월 20일 ~ 1980년 7월 9일, 춘천시)는 대한민국의 제8대 강원도지사이다.

## 경력
- 1945년 9월 ~ 1946년 8월 강원도 평창군수
- 1946년 8월 ~ 1947년 1월 제2대 강원도 춘천군수(춘천시장)
- 1947년 1월 ~ 1950년 12월 강원도 보건위생국 위생과장
- 1950년 12월 ~ 1954년 9월 강원도 내무국 국장
- 1954년 9월 ~ 1955년 6월 충청남도 내무국 국장
- 1955년 6월 ~ 1957년 2월 전라북도 내무국 국장
- 1957년 2월 ~ 1957년 11월 전라남도 내무국 국장
- 1957년 11월 ~ 1959년 7월 경상남도 문교사회국 국장
- 1959년 7월 ~ 1960년 4월 경상북도 문교사회국 국장
- 1960년 4월 ~ 1960년 5월 충청남도 문교사회국 국장
- 1960년 5월 12일 ~ 1960년 6월 30일 제8대 강원도지사[1]